# Roßkopf (Breisgau)
De Roßkopf is een berg in de deelstaat Baden-Württemberg, Duitsland. De berg heeft een hoogte van 737 meter en is gelegen in het Zwarte Woud.